# Cooper Hoffman
Pour les articles homonymes, voir Hoffman.
Cooper Hoffman, né le 20 mars 2003 à New York, est un acteur américain.

## Biographie
Cooper Hoffman est le fils de l'acteur Philip Seymour Hoffman et de la créatrice de costumes Mimi O'Donnell, ainsi que le neveu du scénariste Gordy Hoffman.
Il fait ses débuts au cinéma dans Licorice Pizza de Paul Thomas Anderson, réalisateur avec qui son père a tourné à cinq reprises.

## Filmographie
- 2021 : Licorice Pizza de Paul Thomas Anderson : Gary Valentine
- 2023 : Wildcat d'Ethan Hawke : Manley Pointer
- 2024 : Saturday Night de Jason Reitman : Dick Ebersol
- 2024 : Old Guy de Simon West : Wihlborg
- 2025 : I Want Your Sex de Gregg Araki : Elliot
- 2025 : Marche ou crève (The Long Walk) de Francis Lawrence : Raymond Garraty
- 2026 : Artificial de Luca Guadagnino : Greg Brockman

## Distinctions
| Années | Cérémonie                    | Catégorie                                           | Résultat   | Film - Séries  |
| ------ | ---------------------------- | --------------------------------------------------- | ---------- | -------------- |
| 2021   | National Board of Review     | Meilleur espoir                                     | Récompensé | Licorice Pizza |
| 2022   | Golden Globes                | Meilleur acteur dans un film musical ou une comédie | Nommé      | Licorice Pizza |
| 2022   | Critics' Choice Movie Awards | Meilleur espoir                                     | Nommé      | Licorice Pizza |